# 日本對非洲的外交政策
非洲一直是日本貿易和投資的重要世界區域。日本與非洲有一些歷史交流经验，除了發展原材料供應外，對與該區域的經濟聯系興趣不大。
1990年，非洲占日本進口的1%多一點，出口的1%多一點。1990年，日本在非洲最大的貿易夥伴是南非，南非占日本對非洲出口的30%，占日本從該地區進口的50%。由於美國和其他國家對南非實施貿易制裁，日本在20世紀80年代成為南非最大的貿易夥伴。這一立場令日本感到尷尬，並導致日本下調了與南非的一些外交和經濟關係。儘管南非仍然是日本在該地區最大的貿易夥伴，但1988年的進出口額卻比1980年下降了三分之一以上。隨著南非種族隔離制度的結束和1994年國際關係的正常化，日本的特殊作用便結束了。
1988年，非洲擁有46億美元，占日本外國直接投資的2.5%，其中大部分（36億美元）在賴比瑞亞。與巴拿馬一樣，這項投資主要是以便利船旗的形式進行的。
1989年，日本宣佈在未來三年內提供6億美元的贈款計畫，大大新增了對非洲的援助。